# Acantharctia lacteata
Acantharctia lacteata är en fjärilsart som beskrevs av Rothschild 1933. Acantharctia lacteata ingår i släktet Acantharctia och familjen björnspinnare. Inga underarter finns listade i Catalogue of Life.